# Bibliographie sur le Site historique maritime de la Pointe-au-Père
Cette bibliographie sur le Site historique maritime de la Pointe-au-Père présente une liste non exhaustive de sources bibliographiques regroupées selon les différentes thématiques reliées au Site historique maritime de la Pointe-au-Père. À l'intérieur de chacune des thématiques, les ouvrages sont répertoriés selon les types de supports. 

## La station d'aide à la navigation de Pointe-au-Père

### La station d'aide à la navigation et le phare
Ouvrages
- Brigitte Violette et Léïc Godbout, La Station D'aide à la Navigation de Pointe-Au-Père et Son Phare de Béton Armé : Centenaire D'une Construction Audacieuse, 1909-2009, Parcs Canada, 2009, 91 p. (ISBN 978-1-100-92042-9)
- Jean-Pierre Fillion et Marie-Andrée Massicotte, Pointe-au-Père : plus d'un siècle d'aide à la navigation, Sainte-Anne de la Pointe-au-Père, « Musée de la mer de Rimouski », 1985, 22 p. (OCLC 18640059)

Ouvrages traitant de façon générale de l'histoire des phares du Saint-Laurent et présentant une courte description du phare de Pointe-au-Père.
- Patrice Halley, Les sentinelles du Saint-Laurent : sur la route des phares du Québec, Montréal, « Éditions de l'Homme », 2002, 246 p. (ISBN 2-7619-1709-X).

Articles de périodiques
- Jean-Charles Fortin, « La grande navigation et les installations de Pointe-au-Père », Revue d’histoire du Bas-Saint-Laurent, vol. 8, no 3,‎ octobre-décembre 1982 (ISSN 0319-0730) [Télécharger]
- Paul Lemieux, « Les installations maritimes de la Pointe-au-Père en 1910 », Revue d’histoire du Bas-Saint-Laurent, vol. 9, no 3,‎ octobre-décembre 1983, p. 72-79 (ISSN 0319-0730) [Télécharger]
- Jean-Pierre Fillion, « Le musée de la mer », Revue d’histoire du Bas-Saint-Laurent, vol. 9, no 3,‎ octobre-décembre 1983, p. 72-73 (ISSN 0319-0730) [Télécharger]

Web et multimédia
- Jean-Charles Fortin, « La station des pilotes de Pointe-au-Père », Université du Québec, Institut national de la recherche scientifique - Urbanisation, culture et société, 2003
- Jean-Charles Fortin, « Des lumières sur l’estuaire du Saint-Laurent aux XIXe et XXe siècles », Université du Québec, Institut national de la recherche scientifique - Urbanisation, culture et société, 2003
- Jean-Charles Fortin, « Les malles européennes à Rimouski, 1876-1914 », Université du Québec, Institut national de la recherche scientifique - Urbanisation, culture et société, 2003
- Brigitte Violette, « Station d’aide à la navigation de Pointe-au-Père », L'Encyclopédie du patrimoine culturel de l'Amérique française,‎ 2007 (lire en ligne)
- Lieux patrimoniaux du Canada, « Lieu historique national du Canada du Phare-de-Pointe-au-Père »
- Bureau d'examen des édifices fédéraux du patrimoine, « Phare de Pointe-au-Père », Lieux patrimoniaux du Canada
- Bureau d'examen des édifices fédéraux du patrimoine, « Énoncé de valeur patrimoniale - Phare de Pointe-au-Père », Lieux patrimoniaux du Canada
- Lieux patrimoniaux du Canada, « Bâtisse du sifflet de brume »
- Bureau d'examen des édifices fédéraux du patrimoine, « Énoncé de valeur patrimoniale - Bâtisse du sifflet de brume », Lieux patrimoniaux du Canada
- Parcs Canada, « Parcs Canada - Lieu historique national du Canada du Phare-de- Pointe-au-Père »
- Secrétariat du Conseil du Trésor du Canada, « Répertoire des biens immobiliers fédéraux - Agence Parcs Canada - Lieu historique national du Canada du Phare-de-Pointe-au-Père »
- Site historique maritime de la Pointe-au-Père, « La station de phare - Le phare de Pointe-au-Père »
- Site historique maritime de la Pointe-au-Père, « La station de phare - Le hangar de la corne de brume »
- Site historique maritime de la Pointe-au-Père, « La station de phare - La station de pilotage »
- Site historique maritime de la Pointe-au-Père, « La station de phare - La maison du gardien »
- Jean-Pierre Fillion, "Le site maritime de Pointe-au-Père au début du 20e siècle" (illustrations à partir de modélisations 3D).

### Les plans de mise en valeur du Lieu historique national du Canada du Phare-de-Pointe-au-Père
Ouvrages
- Denise Dufour, Etude de faisabilité du Centre national d'interpretation maritime de la Pointe-Au-Pere, Rimouski, Centre de recherches appliquees en tourisme de l'Est du Quebec, 1984, 55 p. (OCLC 299820917)
- Parcs Canada et Musée de la mer de Rimouski, Le phare de Pointe-au-Père : lieu historique national : projet de mise en valeur, Rimouski, Parcs Canada, 1993, 18 p. (ISBN 0-662-98175-8, OCLC 299987133)
- Parcs Canada, Lieu historique national du Canada du Phare-de-Pointe-au-Père : plan directeur, Rimouski, Parcs Canada, 2007, 55 p. (ISBN 978-1-100-92042-9, OCLC 213400172)

### La station hydrographique de Pointe-au-Père
- Association canadienne d'hydrographie - Section du Québec, Pointe-au-Père : le gardien des altitudes, Rimouski, Association canadienned'hydrographie -  Section du Québec, 2000, 8 p. (ISBN 2-922780-00-7)

### La navigation sur le Saint-Laurent
Ouvrages
Ouvrages traitent de l'histoire de la navigation sur le fleuve Saint-Laurent et du développement de la station d'aide à la navigation de Pointe-au-Père.
- Jean Leclerc, Les pilotes du Saint-Laurent, 1762-1960 : l'organisation du pilotage en aval du havre de Québec, Sainte-Foy, « Éditions GID », 2004, 855 p. (ISBN 2-922668-58-4)
- Jean Leclerc, Le Saint-Laurent et ses pilotes, 1805-1860, Montréal, « Leméac », 1990, 232 p. (ISBN 2-7609-1934-X)

Ouvrages traitent des grandes compagnies de navigation en opération sur le Saint-Laurent dans la seconde moitié du XIXe siècle et au début du XXe siècle et en particulier la Allan Line et la Canadian Pacific Steamship Company.
- Annie Blondel-Loisel, La compagnie maritime Allan : de l'Écosse au Canada au XIXe siècle, Paris, « Harmattan », 2009, 215 p. (ISBN 978-2-296-10029-9)
- (en) Thomas E. Appleton, Ravenscrag : the Allan Royal Mail Line, Toronto, « McClelland and Stewart », 1974, 222 p. (ISBN 0-7710-0720-5)
- (en) George Musk, Canadian Pacific : the story of the famous shipping line, Toronto, « Holt, Rinehart and Winston of Canada  », 1981, 272 p. (ISBN 0-03-920291-7, OCLC 7540915).

## Le sous-marin NCSM Onondaga
Ouvrages
Ouvrages traitant spécifiquement du sous-marin NCSM Onondaga.
- David Saint-Pierre, Le dernier bateau noir : NCSM Onondaga SS73, Rimouski, « Site historique maritime de la Pointe-au-Père », 2008, 32 p. (ISBN 978-2-9804527-3-4)

### Les sous-marins dans la Marine royale canadienne
Ouvrages traitant de façon générale de l'histoire des sous-marins dans la Marine royale canadienne.
- (en) Ken Macpherson, The Ships of Canada's Naval Forces 1910-2002, Sainte-Catharines, Ont., Vanwell Publishing, 2002, 3e éd., 324 p. (ISBN 1-55125-072-1)
- (en) J. David Perkins, The Canadian Submarine : Service in Review, Sainte-Catharines, Ont., Vanwell Publishing, 2000, 208 p. (ISBN 1-55125-031-4)
- (en) Julie Ferguson, Through a Canadian Periscope : The story of the Canadian Submarine Service, Toronto, Ont., Dundurn Press, 1995, 364 p. (ISBN 1-55002-217-2)
- (en) Marine royale canadienne, The Commissioning of HCMS « Ojibwa », Ottawa, Ont., Imprimeur de la Reine pour le Canada, 1965, 20 p. (OCLC 63103449)

Périodiques
- Michael Craven, « Retour sur les raisons d'un choix - La place des sous-marins dans la transformation des Forces canadiennes », Force.gc.ca - Revue militaire canadienne, vol. 7, no 4,‎ 2006-2007, p. 21–32 (ISSN 1492-0808, lire en ligne)
- Sarah Gilmour, « La vie dans un sous-marin – pendant une heure ou deux », La Feuille d'érable, Forces canadiennes, vol. 8, no 42,‎ 30 novembre 2005 (ISSN 1480-4336, lire en ligne)

### Le projet Onondaga
Ouvrages
Ouvrages traitant du projet de conversion du sous-marin NCSM Onondaga  en navire musée.
- Serge Guay, Le défi Onondaga, Rimouski, Marie-André Guay, 2011, 156 p. (ISBN 978-2-9804527-5-8)
- (en) Carlo Massarella, Monster moves : adventures in moving the impossible, Londres, Quercus, 2011, 224 p. (ISBN 978-0-85738-633-5, OCLC 751789641)

Web et multimédia
- Site historique maritime de la Pointe-au-Père, « Synthèse d'une étude de mise en marché du projet Onondaga », sur Société des musées québécois (SMQ)
- Site historique maritime de la Pointe-au-Père, « Plan et configuration intérieure du NCSM Onondaga »
- Site historique maritime de la Pointe-au-Père, « Le sous-marin Onondaga - Le projet du sous-marin »

Filmographie
- Un épisode de la série documentaire américaine Les Déménageurs de l'extrême, dont la version originale est Monster Moves, présente le touage du sous-marin entre Halifax et Rimouski lors de l'été 2008 et la difficile opération de halage hors de l'eau à Pointe-au-Père sur son site d'exposition en navire musée.

## L’Empress Of Ireland
Ouvrages
Ouvrages traitant de façon générale de l'histoire de l’Empress of Ireland.
- (en) Derek Grout, Empress of Ireland » : the story of an Edwardian liner, Angleterre, Stroud, 2001, 320 p. (ISBN 0-7524-2135-2)

Ouvrages traitant plus spécifiquement du naufrage de l’Empress of Ireland.
- James Croall (trad. Serge Proulx), Quatorze minutes : Le naufrage de l'Empress of Ireland, Chicoutimi, Éditions JCL, 2000, 319 p. (ISBN 2-89431-209-1)
- Musée de la mer de Pointe-au-Père, La Tragédie oubliée, le naufrage de l'Empress of Ireland : la plus grande tragédie maritime de l'histoire du Canada, Rimouski, Musée de la mer de Pointe-au-Père, 1995, 48 p. (ISBN 2-9804527-0-X)
- (en) David Zeni, Forgotten Empress : the Empress of Ireland story, Fredericton, Goose Lane Editions, 1998, 224 p. (ISBN 0-86492-248-5)
- (en) David Creighton, Losing the Empress : A Personal Journey : the Empress of Ireland's Enduring Shadow, Toronto, Dundurn Press, 2000, 253 p. (ISBN 1-55002-340-3, présentation en ligne)
- (en) Marshall Logan, The tragic story of the Empress of Ireland : an authentic account of the most horrible disaster in Canadian history constructed from the real facts obtained from those on board who survived, Londres, Patrick Stephen, 1972, 232 p. (ISBN 978-0-911962-03-1, OCLC 596691)

## La municipalité de Pointe-au-Père

### L'histoire de Pointe-au-Père
Ouvrages généraux
- Marie-Andrée Massicotte et al., Une lumière sur la côte, Pointe-au-Père, 1882-1982, Rimouski, « Corporation des fêtes du centenaire de Pointe-au-Père », 1982, 461 p. (OCLC 15983265)

Web et multimédia
- Ville de Rimouski, « Ville de Rimouski - Histoire de Ponite-au-Père avant 2002 »

### Histoire maritime de Pointe-au-Père
Ouvrages traitant de l'histoire maritime de Pointe-au-Père non reliées à l'histoire de la station d'aide à la navigation de Pointe-au-Père.
- Clément Claveau et al., Pointe-au-Père, face à la mer : une exposition de photographies anciennes organisée dans le cadre du centenaire de la paroisse de Sainte-Anne-de-la-Pointe-au-Père, Rimouski, Corporation des fêtes du centenaire de Pointe-au-Père, 1982, 10 p. (OCLC 15981550)

Le service de traversier à Pointe-au-Père
- Chambre de commerce de Mont-Joli et Chambre de commerce de Rimouski, Mémoire sur la nécessité d'un service de bateau : passeur entre Pointe-au-Pere, Baie-Comeau et Forestville, Rimouski, Chambre de commerce de Rimouski, 1960, 10 p. (OCLC 49102470)

- Compagnie de navigation Nord Sud, Mémoire sur la nécessité d'une contribution provinciale au service d'un traversier entre Pointe au Père et Baie Comeau, Rimouski, Compagnie de navigation Nord Sud, 1961, 14 p. (OCLC 299750344)

Web et multimédia
- Jean-Charles Fortin, « Des ponts sur l’estuaire : les traversiers », Université du Québec, Institut national de la recherche scientifique - Urbanisation, culture et société, sur Encyclobec, 2003